# 城关镇 (昌都市)
城关镇（藏語：ཁྲིན་ཀོན་རྡལ་，威利转写：khrin kon rdal），又称昌都镇，是中国西藏自治区昌都市卡若区下辖的一个镇，昌都市政府及卡若区政府驻地，位于卡若区中南部、澜沧江两大支流扎曲河、昂曲河汇合处，总面积195.39平方千米，2000年人口31081人。昌都镇是藏东第一大镇，昌都市的政治、经济、文化和交通中心，城区面积4.8平方公里。
2008年，昌都镇下辖9个居委会、9个村委会：嘎东街居委会、帮达街居委会、四川桥居委会、齐齿卡街居委会、海南街居委会、马草坝居委会、夏通街居委会、昌庆街居委会、卧龙街居委会、小恩达村、白格村、生格村、生达村、通夏村、野堆村、达普村、格地村、达瓦村。

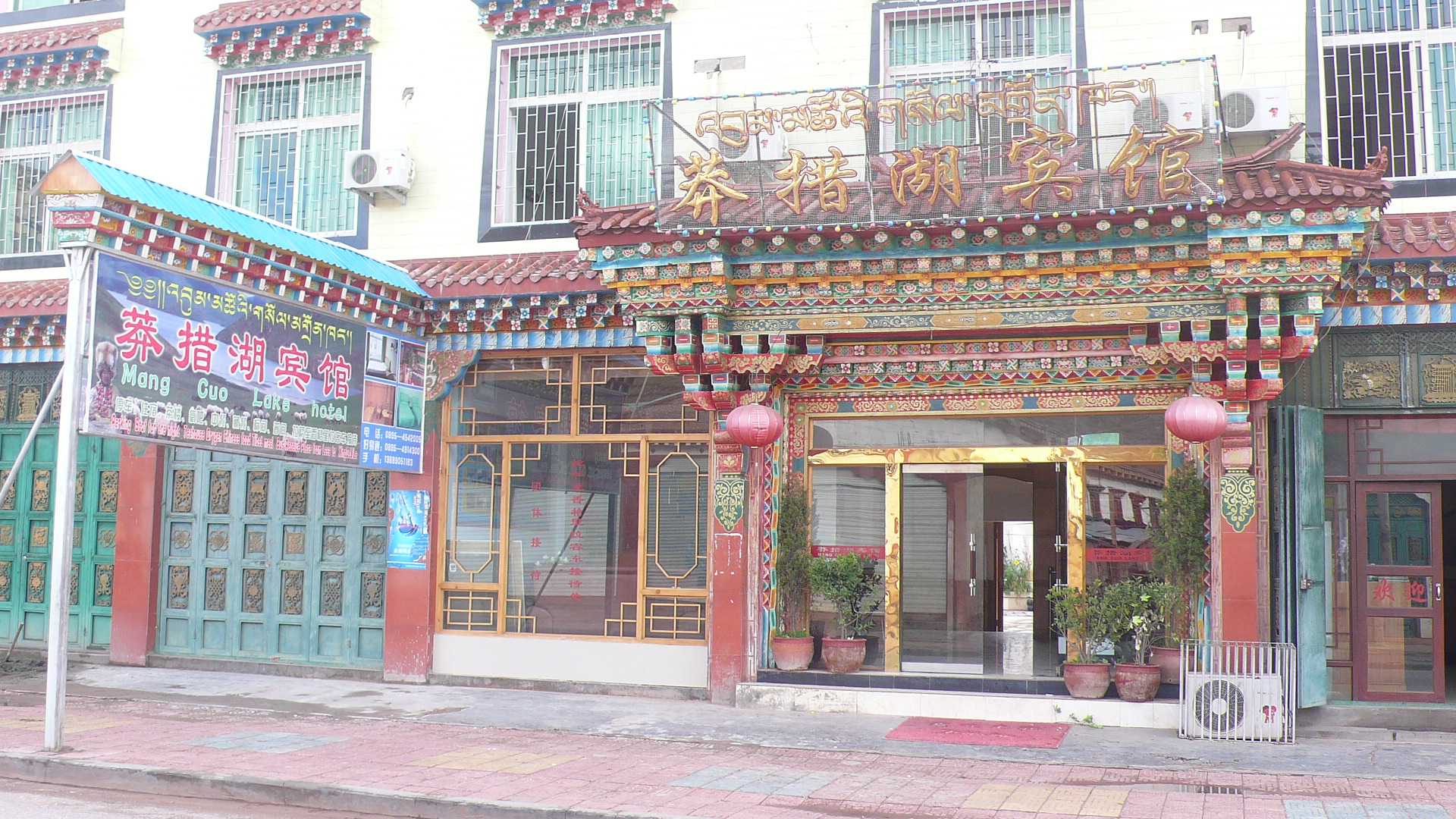
莽错湖宾馆（十万湖宾馆）